# (17281) Mattblythe
(17281) Mattblythe est un astéroïde de la ceinture principale.

## Description
(17281) Mattblythe est un astéroïde de la ceinture principale. Il fut découvert le 6 juin 2000 à la station Anderson Mesa par le programme LONEOS. Il présente une orbite caractérisée par un demi-grand axe de 2,73 UA, une excentricité de 0,14 et une inclinaison de 5,2° par rapport à l'écliptique.

## Compléments